# Třetí Maďarská republika

Státní znak Maďarska používaný předsedou vlády

Třetí Maďarská republika, maďarsky Harmadik Magyar Köztársaság, je neoficiální označení pro současnou republiku Maďarsko vyhlášenou dne 23. října 1989 během pádu komunismu v Maďarské lidové republice. Podle základního zákona přijatého dne 18. dubna 2011 se oficiální název státu od 1. ledna 2012 změnil na jednoslovné Magyarország (Maďarsko). Státním zřízením je i nadále parlamentní republika s nepřímou volbou republikového prezidenta. Proslulým uživatelem výrazu "třetí Maďarská republika" je Ferenc Gyurcsány z Maďarské socialistické strany, předseda vlády v letech 2002 až 2009. Mezi lety 2012 a 2016 v Maďarsku působila i malá levicová strana s názvem 4K! – Negyedik Köztársaság Párt (4K! – Strana čtvrté republiky).

## Historické souvislosti
- První Maďarská republika (16. listopadu 1918 – 21. března 1919) byla vyhlášena po první světové válce jako republikánská státní forma monarchistického Uherska. Její politická stabilita však byla velice slabá, čehož využili komunisté a dne 21. března 1919 vyhlásili Maďarskou republiku rad.
- Druhá Maďarská republika (1. února 1946 – 15. srpna 1949) byla vyhlášena po druhé světové válce se zánikem Maďarského království a její vývoj již ovlivňoval Sovětský svaz. Existovala jen krátce, dne 15. srpna 1949 ji nahradila komunistická Maďarská lidová republika.
- Třetí Maďarská republika byla vyhlášena cíleně 23. října 1989, neboť v tento den roku 1956 vypuklo protikomunistické Maďarské povstání. Poté, co poslanci parlamentu schválili ústavní změny, provedl samotný akt vyhlášení Mátyás Szűrös z balkónu Országházu a jednalo se o vyvrcholení pádu komunismu v Maďarsku. Dnes je Maďarsko řádným členem Evropské unie, NATO a Organizace spojených národů.

## Státní moc

### Prezidenti

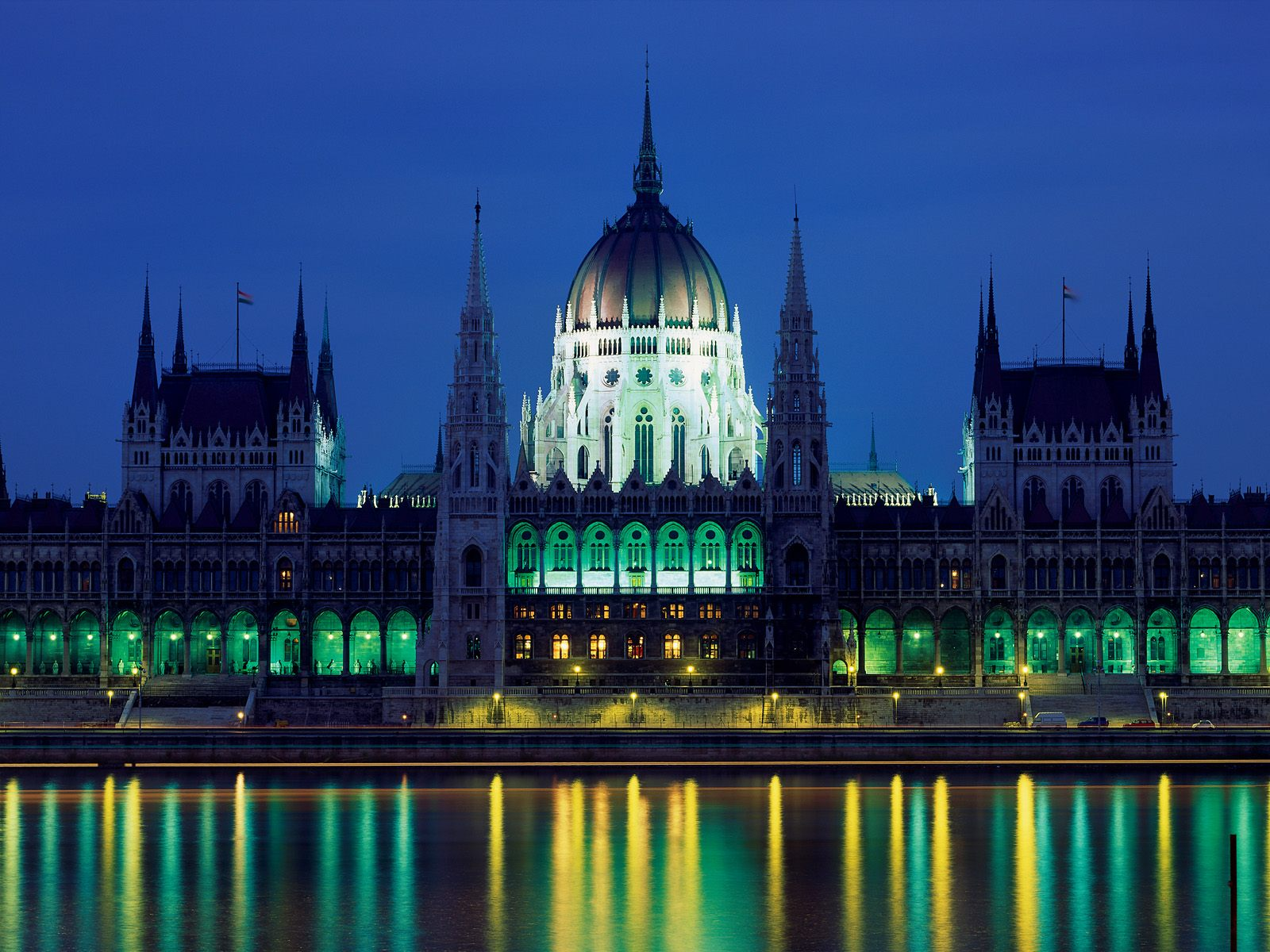
Országház – symbol demokratického Maďarska

| Volební období | Prezident        |
| -------------- | ---------------- |
| 1990–1995      | Árpád Göncz      |
| 1995–2000      | Árpád Göncz      |
| 2000–2005      | Ferenc Mádl      |
| 2005–2010      | László Sólyom    |
| 2010–2012      | Pál Schmitt      |
| 2012–2017      | János Áder       |
| 2017–2022      | János Áder       |
| 2022–2024      | Katalin Nováková |
| 2024–2029      | Tamás Sulyok     |

### Vlády a premiéři
| Parlamentní cyklus     | Vláda                          | Premiér (strana)            | Od                | Do                | Vládní koalice      | Ideologie       |
| ---------------------- | ------------------------------ | --------------------------- | ----------------- | ----------------- | ------------------- | --------------- |
| 1990–1994 (volby 1990) | Vláda Józsefa Antalla          | József Antall (MDF)         | 23. květen 1990   | 12. prosinec 1993 | MDF – FKgP – KDNP   | Pravice         |
| 1990–1994 (volby 1990) | Vláda Pétera Borosse           | Péter Boross (MDF)          | 13. prosinec 1993 | 14. červenec 1994 | MDF – EKgP – KDNP   | Pravice         |
| 1994–1998 (volby 1994) | Vláda Gyuly Horna              | Gyula Horn (MSZP)           | 15. červenec 1994 | 5. červenec 1998  | MSZP – SZDSZ        | Levice          |
| 1998–2002 (volby 1998) | První vláda Viktora Orbána     | Viktor Orbán (Fidesz)       | 6. červenec 1998  | 26. květen 2002   | Fidesz – FKgP – MDF | Pravice         |
| 2002–2006 (volby 2002) | Vláda Pétera Medgyessyho       | Péter Medgyessy (nestraník) | 27. květen 2002   | 29. září 2004     | MSZP – SZDSZ        | Levice          |
| 2002–2006 (volby 2002) | První vláda Ference Gyurcsánye | Ferenc Gyurcsány (MSZP)     | 4. říjen 2004     | 9. červen 2006    | MSZP – SZDSZ        | Levice          |
| 2006–2010 (volby 2006) | Druhá vláda Ference Gyurcsánye | Ferenc Gyurcsány (MSZP)     | 9. červen 2006    | 14. duben 2009    | MSZP – SZDSZ        | Levice          |
| 2006–2010 (volby 2006) | Vláda Gordona Bajnaie          | Gordon Bajnai (nestraník)   | 14. duben 2009    | 29. květen 2010   | MSZP (– SZDSZ)      | Úřednická vláda |
| 2010–2014 (volby 2010) | Druhá vláda Viktora Orbána     | Viktor Orbán (Fidesz)       | 29. květen 2010   | 6. červen 2014    | Fidesz – KDNP       | Pravice         |
| 2014–2018 (volby 2014) | Třetí vláda Viktora Orbána     | Viktor Orbán (Fidesz)       | 6. červen 2014    | 18. květen 2018   | Fidesz – KDNP       | Pravice         |
| 2018–2022 (volby 2018) | Čtvrtá vláda Viktora Orbána    | Viktor Orbán (Fidesz)       | 18. květen 2018   | 24. květen 2022   | Fidesz – KDNP       | Pravice         |
| 2022–2026 (volby 2022) | Pátá vláda Viktora Orbána      | Viktor Orbán (Fidesz)       | 24. květen 2022   | současnost        | Fidesz – KDNP       | Pravice         |